# Germánico
Germánico Julio César (en latín, Germanicus Iulius Caesar, 24 de mayo del 15 a. C. - 10 de octubre del 19 d. C.) fue un popular y prominente general romano, conocido por sus campañas en Germania. Hijo de Druso el Mayor y Antonia la Menor, nació en una rama influente de la patricia gens Claudia. El agnomen Germánico fue añadido a su nombre completo en 9 a. C. cuando fue otorgado póstumamente a su padre en honor a sus victorias en Germania. En el año 4 d. C. fue adoptado por su tío paterno, Tiberio, quien sucedió a Augusto (tío abuelo de Germánico) como emperador romano una década después. Como resultado, Germánico se convirtió en miembro oficial de la gens Julia, otra familia prominente, con la que estaba relacionado por parte de su madre. Su conexión con los Julios Césares se consolidó aún más a través de su matrimonio con Agripina la Mayor, nieta de Augusto. También fue padre de Calígula, abuelo materno de Nerón y hermano mayor de Claudio.
Durante el reinado de Augusto, Germánico disfrutó de una carrera política acelerada como heredero del heredero del emperador. Asumió el cargo de cuestor cinco años antes de la edad legal en 7 d. C. Ocupó esa posición hasta 11 d. C. y fue elegido cónsul por primera vez en el año 12. Al año siguiente, fue nombrado procónsul de Germania Inferior, Germania Superior y toda la Galia. Desde allí, comandó ocho legiones, aproximadamente un tercio de todo el ejército romano, que lideró contra las tribus germánicas en sus campañas desde 14 hasta 16 d. C. Vengó la derrota del Imperio romano en el bosque de Teutoburgo y recuperó dos de las tres águilas legionarias que se habían perdido durante la batalla. En 17 d. C. regresó a Roma, donde recibió un triunfo antes de partir para reorganizar las provincias de Asia Menor, por medio de lo cual incorporó las provincias de Capadocia y Comagene en 18 d. C.
Mientras estaba en las provincias orientales entró en conflicto con el gobernador de Siria, Cneo Calpurnio Pisón. Durante su enemistad, Germánico se enfermó en Antioquía, donde murió el 10 de octubre de 19 d. C.. Fuentes antiguas atribuyen su muerte a un envenenamiento, pero eso nunca fue probado. Como general famoso, fue muy popular y considerado como el romano ideal mucho después de su muerte. Para el pueblo romano, Germánico era el equivalente romano de Alejandro Magno debido a la naturaleza de su muerte a una edad temprana, su carácter virtuoso, su físico gallardo y su renombre militar.

## Nombre

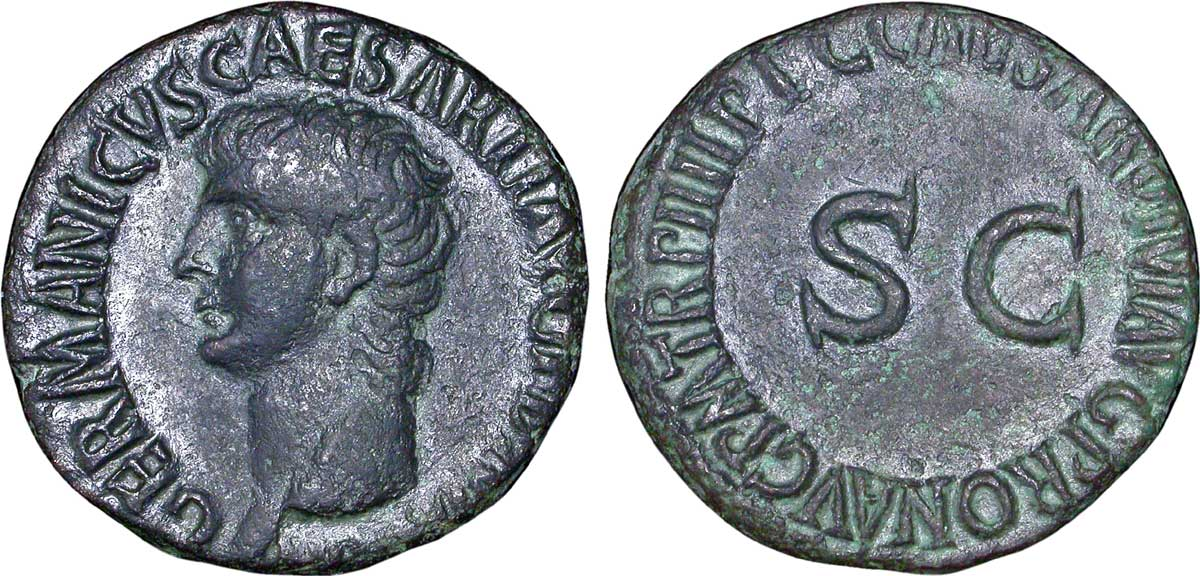
Germánico.

No se tiene constancia del praenomen (nombre personal) de Germánico, pero probablemente fue llamado Nerón Claudio Druso por su padre (llamado convencionalmente «Druso»), o posiblemente Tiberio Claudio Nerón por su tío.
Tomó el agnomen Germánico, otorgado póstumamente a su padre en honor a sus victorias en Germania, momento en el que nominalmente se convirtió en cabeza de familia en 9 a. C. Para el año 4 d. C., Tiberio lo adoptó como su hijo y heredero, y en consecuencia, denegó el agnomen Claudii y tomó el Julii. Según el sistema de nombres romanos, adoptó el nombre de «Julio César» mientras conservaba su agnomen, por lo que pasó a llamarse Germánico Julio César. Tras la adopción de Germánico en los Julii, su hermano Claudio se convirtió en el único representante legal de su padre, por lo que heredó el agnomen «Germánico» como el nuevo cabeza de familia.

## Familia y primeros años

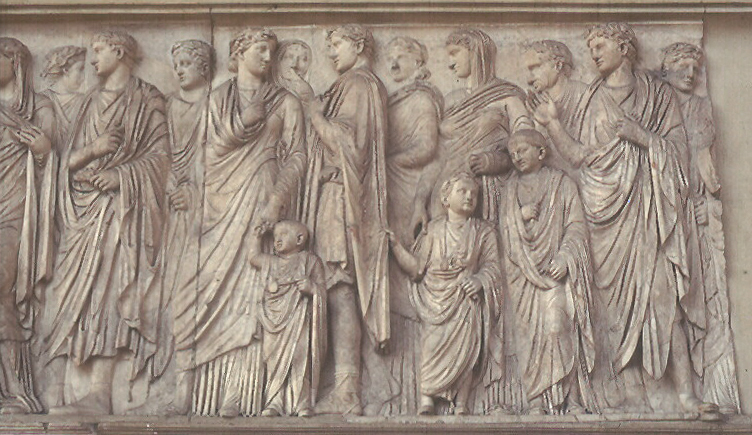
Ara Pacis: friso procesional que muestra a los miembros de la casa imperial (cara sur). Germánico es el niño que agarra la mano de Antonia la Menor.

Germánico nació en Roma el 24 de mayo de 15 a. C., hijo de Nerón Claudio Druso y Antonia la Menor, y tuvo dos hermanos pequeños: Livila y Claudio. Su abuela paterna, Livia Drusila, quien se había divorciado de su abuelo, Tiberio Claudio Nerón, unos veinticuatro años antes de su nacimiento, estaba casada con el emperador Augusto. Sus abuelos maternos fueron el triunviro Marco Antonio y la hermana de Augusto, Octavia la Menor. Germánico fue una figura clave en la dinastía julio-claudia del Imperio romano temprano. Además ser sobrino nieto de Augusto y sobrino del segundo emperador, Tiberio, su hijo Cayo se convertiría en el tercer emperador, al que sucedería el hermano de Germánico, Claudio, y su nieto, Nerón, se convertiría en el quinto emperador.
Cuando el sucesor elegido por Augusto, Cayo César, murió en el año 4, consideró brevemente a Germánico como su heredero. Sin embargo, Livia le convenció para que eligiera a Tiberio, su hijastro del primer matrimonio con Tiberio Claudio Nerón. Como parte de los acuerdos de sucesión, Augusto adoptó a Tiberio el 26 de junio del 4, pero primero le pidió que adoptara a Germánico, lo que le convirtió en su próximo sucesor.

Busto de Germánico al momento de su adopción por Tiberio en el año 4 d. C.

Germánico se casó con la nieta de Augusto, Agripina la Mayor, probablemente al año siguiente, para fortalecer aún más sus lazos con la familia imperial. La pareja tuvo nueve hijos: Nerón César, Druso César, Tiberio Julio César —que no debe confundirse con el emperador homónimo—, un niño de nombre desconocido —normalmente llamado Ignoto—, Cayo el Viejo, Cayo el Joven —el futuro emperador «Calígula»—, Agripina la Menor —la futura emperatriz—, Julia Drusila, y Julia Livila. Seis de sus hijos alcanzaron la mayoría de edad: Tiberio e Ignoto murieron cuando eran bebés y Cayo el Viejo, en su primera infancia.

## Carrera

### Gran revuelta ilírica

Mapa del levantamiento.

Germánico se convirtió en cuestor en el año 7, cuatro años antes de la edad legal de 25 años. Fue enviado a Ilírico el mismo año para ayudar a Tiberio a sofocar una revuelta de los panonios y los dálmatas. Llevó consigo un ejército de ciudadanos y antiguos esclavos para reforzar a Tiberio en Sisak, su base de operaciones en Ilírico. Hacia finales de año llegaron refuerzos adicionales: tres legiones de Mesia al mando de Aulo Cecina Severo, y dos legiones con caballería tracia y tropas auxiliares de Anatolia al mando de Silvano.
Cuando Germánico llegó a Panonia, los rebeldes recurrieron a asaltos desde las fortalezas de las montañas a las que se habían retirado. Ya que las legiones romanas no eran suficientemente efectivas para parar estas tácticas, Tiberio desplegó a sus fuerzas auxiliares y dividió a su ejército en pequeños destacamentos, lo que permitió que pudieran cubrir más territorio y que pudieran llevar a cabo una guerra de desgaste contra los rebeldes en sus posiciones fuertemente protegidas. Los romanos además empezaron a expulsar a los rebeldes de la campiña, ofrecieron una amnistía a las tribus que deponían sus armas e implementaron la política de tierra quemada en un esfuerzo para que los enemigos murieran de hambre. Durante este período, los destacamentos de Germánico estaban en acción contra los mazaei, a quienes derrotó.
La revuelta en Panonia colapsó en el año 8 cuando uno de sus comandantes, Bato el Breucio, entregó a su líder Pinnes a los romanos y depuso las armas a cambio de la amnistía. Sin embargo, esta fue invalidada cuando Bato el Breucio fue derrotado en batalla y luego ejecutado por su antiguo aliado Bato el Desiciate, lo que dejó a los panonios divididos entre sí, y en consecuencia, los romanos pudieron someter a los breucios sin batalla. La pacificación de los breucios, con su gran población y recursos, fue una victoria significativa para los romanos, quienes serían reforzados por ocho cohortes de auxiliares breucios hacia el final de la guerra. Bato el Desiciate se retiró de Panonia a Dalmacia, donde ocupó las montañas de Bosnia y comenzó a realizar contraataques, muy probablemente contra los indígenas que estaban del lado de los romanos. Más tarde ese mismo año, Tiberio dejó a Lépido al mando de Siscia y Silvano en Sirmio.

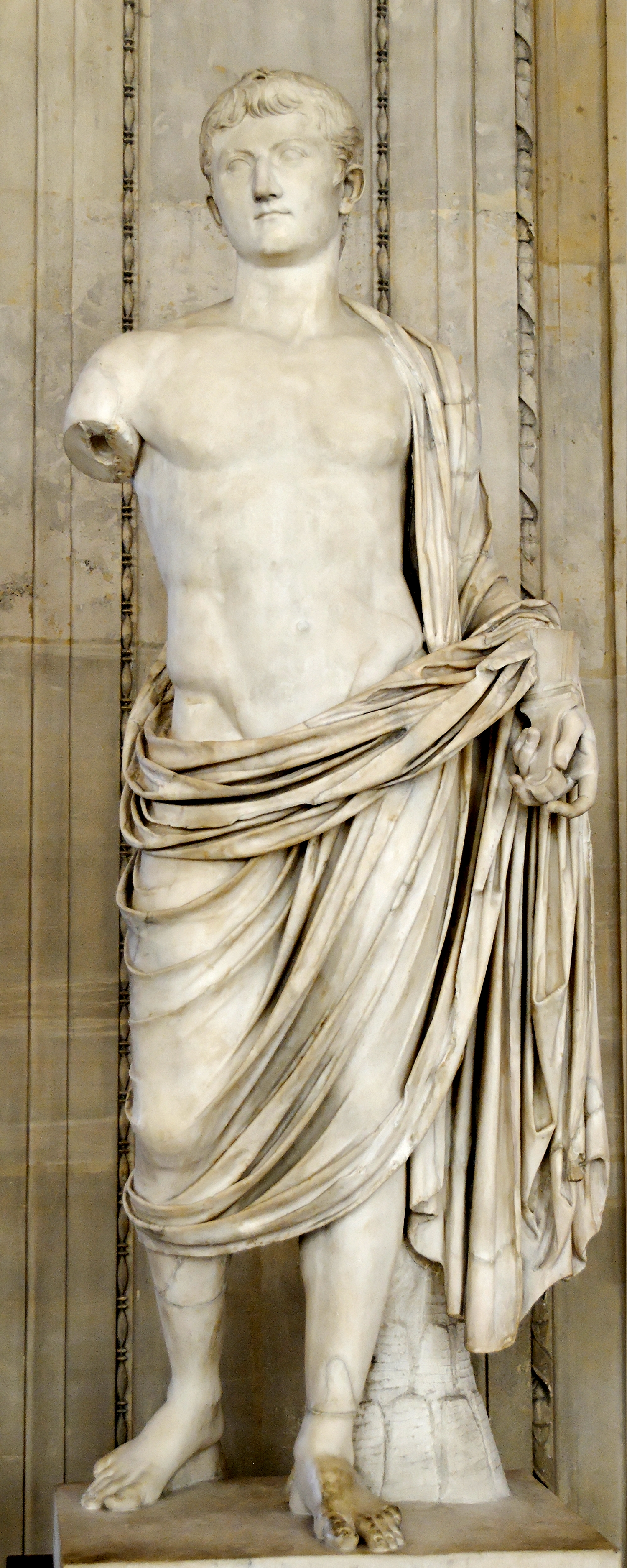
Estatua de Germánico en el Louvre.

Las fuerzas romanas tomaron la iniciativa en el año 9 y entraron en Dalmacia. Tiberio dividió sus fuerzas en tres unidades: una bajo Silvano, que avanzó hacia el sureste desde Sirmio; otra comandada por Lépido, que avanzó hacia el noroeste a lo largo del valle de Ula desde Siscia hacia Burnum; y la tercera dirigida por Tiberio y Germánico en el interior de Dalmacia. Las divisiones bajo Lépido y Silvano prácticamente exterminaron a los perustas y desiciates en sus fortalezas montañosas. Las fuerzas romanas capturaron varias ciudades, y las comandadas por Gérmanico tomaron Raetinum, cerca de Seretium, aunque fue destruida en un incendio provocado por los rebeldes durante el asedio, Splonum, en la actual Montenegro septentrional, y la propia Seretium, en la actual Bosnia occidental. Las fuerzas romanas bajo Tiberio y Germánico persiguieron a Bato hasta la fortaleza de Andretium, ubicada cerca de Salona, y la sitiaron. Cuando quedó claro que Bato no se rendiría, Tiberio asaltó la fortaleza y lo capturó. Mientras este último negociaba los términos de rendición, Germánico fue enviado en una expedición punitiva a través del territorio circundante, durante la cual forzó la rendición de la ciudad fortificada de Arduba y las ciudades próximas. Luego envió un heraldo para someter los distritos restantes y regresó junto a Tiberio.

### Periodo en Roma y consulado
Después de un distinguido comienzo en su carrera militar, Germánico volvió a Roma a finales del año 9 para anunciar personalmente su victoria. Fue honorado con el ornamento triunfal, pero no con un triunfo, y el estatus, que no el cargo, de pretor. Además, se le dio permiso para ser candidato a cónsul antes de la edad habitual y el derecho a hablar primero en el Senado después de los cónsules. Según Dion Casio, Germánico era un cuestor popular porque actuó como abogado tanto en casos de jurisdicción capital ante Augusto como ante jueces menores en quaestiones estándares. Defendió con éxito, por ejemplo, a un cuestor acusado de asesinato en el año 10 en el que el fiscal, temiendo que los jurados fallaran a favor de la defensa por deferencia a Germánico, exigió un juicio ante Augusto.
En el año 9, tres legiones romanas comandadas por Varo fueron destruidas por una coalición de tribus germanas bajo Arminio en la batalla del bosque de Teutoburgo. Como procónsul, Germánico fue enviado con Tiberio para defender el imperio contra los germanos en 11. Los dos generales cruzaron el Rin, hicieron varias incursiones en territorio enemigo y, a principios de otoño, volvieron a cruzar el río. Las campañas en Germania en los años 11 y 12, combinadas con una alianza con la federación marcománica de Marbod, impidieron que la coalición germana cruzara el Rin e invadiera la Galia e Italia. En invierno, Germánico regresó a Roma, donde, a pesar de no haber sido nunca edil ni pretor, fue nombrado cónsul, junto a Cayo Fonteyo Capitón, para el año 12 d. C. después de cinco mandatos como cuestor. Continuó defendiendo a los acusados en la corte durante su consulado, un movimiento popular que recuerda su trabajo anterior defendiendo a los acusados frente a Augusto. También buscó popularidad al ministrar los Ludi Martiales (juegos de Marte), como lo menciona Plinio el Viejo en su Historia Natural, en los que soltó doscientos leones en el Circo Máximo.
El 23 de octubre del año 12, Tiberio logró un triunfo gracias a su victoria sobre los panonios y los dálmatas, que había pospuesto debido a la derrota de Varo en el bosque de Teutoburgo. Lo acompañaba, entre otros generales, Germánico, a quien nuevamente otorgó un ornamento triunfal y un lugar de honor en la celebración.  A diferencia de su hermano adoptivo Druso, quien no recibió más reconocimiento que ser hijo de un triunfador, Germánico jugó un papel destacado en la celebración y tuvo la oportunidad de exhibir sus insignias consulares y ornamentos triunfales.

### Comandante de Germania

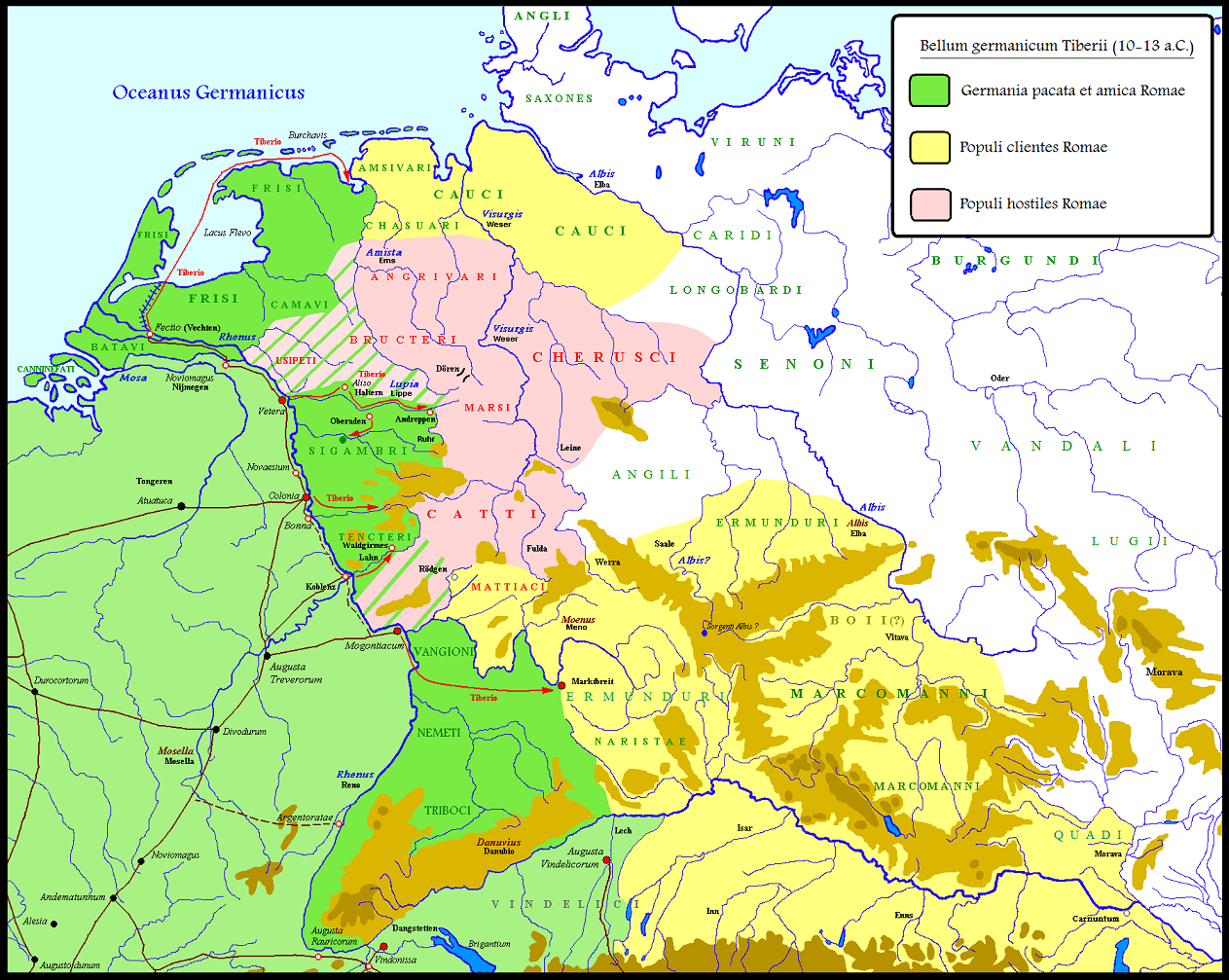
Campañas de Tiberio y Germánico en los años 10/11-13 d. C.
Territorios que todavía están en manos de los romanos
Los estados clientes romanos
La coalición germánica antirromana liderada por Arminio

En el año 13, Augusto lo designó comandante de las fuerzas del Rin, que se componían de ocho legiones y representaban aproximadamente un tercio de la fuerza militar total de Roma. Al año siguiente, en agosto, Augusto murió y el 17 de septiembre el Senado se reunió para confirmar a Tiberio como princeps. Ese día el Senado también envió una delegación, la cual no llegaría hasta octubre, al campo de Germánico para enviar sus condolencias por la muerte de su abuelo y otorgarle el imperium proconsular.
En Germania e Ilírico, las legiones se amotinaron. Los amotinados que se encontraban en las tierras germanas, quienes estaban estacionados en cuarteles de verano en la frontera con los ubios, fueron los del Bajo Rin bajo Aulo Cecina: V Alaudae, XXI Rapax, I Germanica y XX Valeria Victrix. Estos soldados no recibieron los legados prometidos por Augusto y, cuando quedó claro que Tiberio no respondía, se rebelaron. En consecuencia, Germánico se ocupó de las tropas en Germania, mientras que Druso, el hijo de Tiberio, se ocupó de las del Ilírico.
El ejército del Bajo Rin buscó un aumento de sueldo, la reducción de su servicio a 16 años en lugar de los 20 normales para los legionarios, para mitigar las penurias de sus tareas militares, y la venganza contra los centuriones por su crueldad. Después de la llegada de Germánico, cuyos modales abiertos y afables lo hicieron popular entre los soldados, le enumeraron sus quejas e intentaron proclamarlo emperador; sin embargo, este permaneció leal a Tiberio. Cuando la noticia del motín llegó al ejército del Alto Rin al mando de Cayo Silio, formado por las legiones II Augusta, XIII Gemina, XVI Gallica y XIV Gemina, se celebró una reunión para atender sus demandas. Germánico negoció un acuerdo:
- Después de 20 años de servicio, se daría la baja total, pero a los 16 años se otorgaría inmunidad para las tareas militares, excepto para participar en acciones (missio sub vexillo).
- El legado pecuniario dejado por Augusto a las tropas debía duplicarse y cumplirse.

#### Primera campaña contra las tribus germánicas

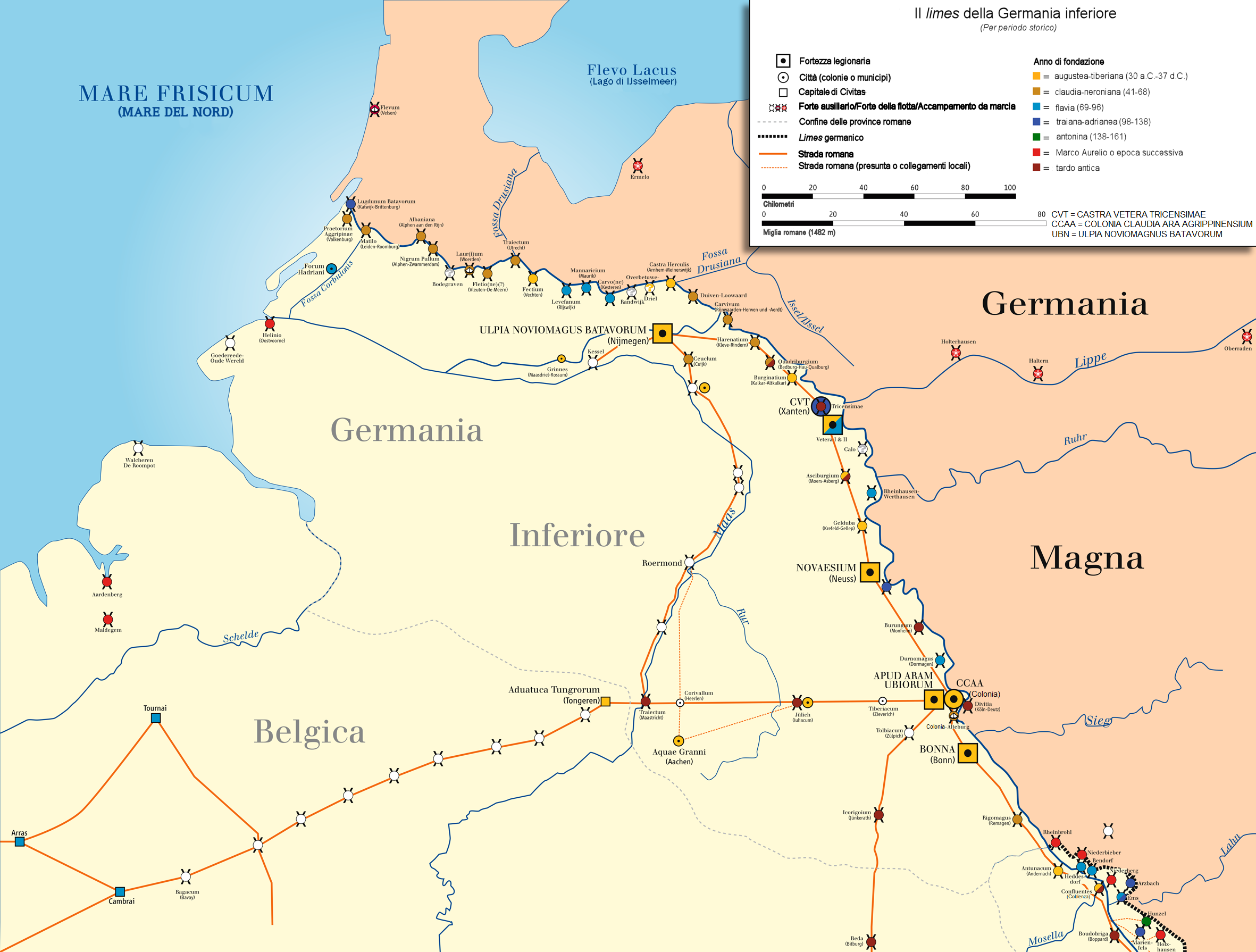
Mapa de los limes germánicos inferiores (del norte). Muestra los campamentos y fortalezas de la legión en Germania Inferior.

Para satisfacer el compromiso prometido a las legiones, Germánico pagó de su propio bolsillo el donativo que Augusto prometió a las legiones. Las ocho legiones recibieron su dinero, incluso si no lo exigieron, y en consecuencia, ambos ejércitos del Bajo y Alto Rin volvieron al orden. Parecía prudente satisfacer a los ejércitos, pero Germánico dio un paso más, por lo que en un intento por asegurar la lealtad de sus tropas, las condujo a una incursión contra los marsios, un pueblo germánico en la parte superior del río Ruhr. En consecuencia, Germánico masacró las aldeas marsias que encontró y saqueó el territorio circundante. De regreso a sus cuarteles de invierno en Castra Vetera, el ejército de Germánico logró atravesar con éxito el territorio de los brúcteros, tubantes y usípetes, que estaba entre los marsios y el Rin.
De vuelta en Roma, Tiberio estableció los Sodales Augustales, un sacerdocio del culto de Augusto, del que Germánico se convirtió en miembro. Cuando llegaron noticias de su incursión, Tiberio conmemoró sus servicios en el Senado con elogios elaborados, pero poco sinceros: los procedimientos le dieron alegría porque el motín había sido reprimido, pero también ansiedad por la gloria y la popularidad que había conseguido Germánico. El Senado, en ausencia de Germánico, votó el 1 de enero del 15 d. C., día que da el Fastos de Ovidio, a favor de que se le concediera un triunfo.

#### Segunda campaña contra las tribus germánicas

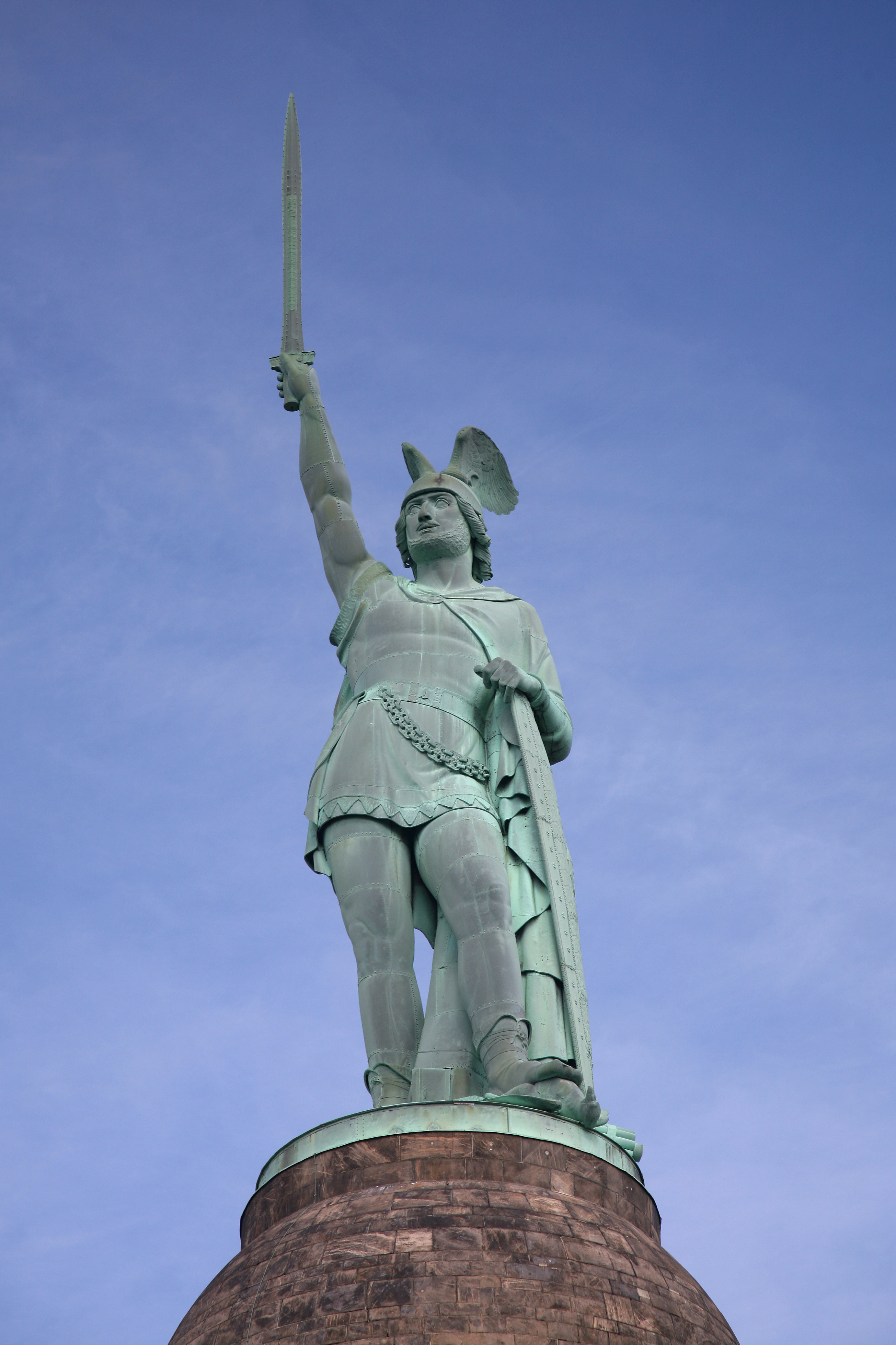
Hermannsdenkmal Memorial a Arminio cerca de Detmold, Alemania.

Durante los siguientes dos años, Germánico dirigió a sus legiones a través del Rin contra los germanos, donde se enfrentó a las fuerzas de Arminio y sus aliados. Tácito dice que el propósito de esas campañas era vengar la derrota de Varo en la batalla del bosque de Teutoburgo y no expandir el territorio romano.
A principios de la primavera de 15 d.  C., Germánico cruzó el Rin y atacó a los catos. Saqueó su capital, Mattium (en la actualidad cerca de Gudensberg), arrasó sus campos de cultivo y volvió al Rin. En algún momento de ese año, recibió noticias de Segestes, quien estaba prisionero de las fuerzas de Arminio y necesitaba ayuda. En consecuencia, las tropas de Germánico lo liberaron y tomaron cautiva a su hija embarazada, Thusnelda, la mujer de Arminio. De nuevo marchó victorioso y bajo los auspicios de Tiberio, aceptó el título de imperator.
Arminio pidió ayuda a sus compatriotas, los queruscos, y a las tribus circundantes. Germánico coordinó una ofensiva terrestre y naval, con las tropas marchando hacia el este, cruzando el Rin, y navegando desde el mar del Norte hasta el río Ems con la misión de atacar a los brúcteros y a los queruscos. Las fuerzas de Germánico pasaron a través del territorio de los brúcteros, donde el general Lucio Estertinio recuperó el águila pérdida de la Legio XIX de entre el equipo de los locales después de derrotarlos en la batalla.
Las tropas de Germánico marcharon hacia el norte y devastaron los campos entre el Ems y el Lippe, y penetraron hasta el bosque de Teutoburgo, un bosque de montaña en el oeste de Alemania situado entre estos dos ríos. Allí, Germánico y algunos de sus hombres visitaron el campo de batalla de la desastrosa derrota homónima al bosque y comenzaron a enterrar los restos de los soldados romanos que habían quedado al aire, aunque después de medio día de trabajo, canceló el entierro de los soldados caídos para poder continuar su guerra contra los germanos. En ese momento, realizó el camino para penetrar en el corazón del territorio de los queruscos. En algún lugar que Tácito llama pontes longi («largas calzadas»), en las pantanosas tierras bajas cerca del Ems, las tropas de Arminio atacaron a los romanos. Arminio inicialmente atrapó a la caballería de Germánico en una trampa, lo que causó bajas menores, pero la infantería romana reforzó su huida y los detuvo. La lucha duró dos días, sin que ninguno de los dos bandos lograra una victoria decisiva. Finalmente, las fuerzas de Germánico se retiraron y regresaron al Rin.

#### Tercera campaña contra las tribus germánicas

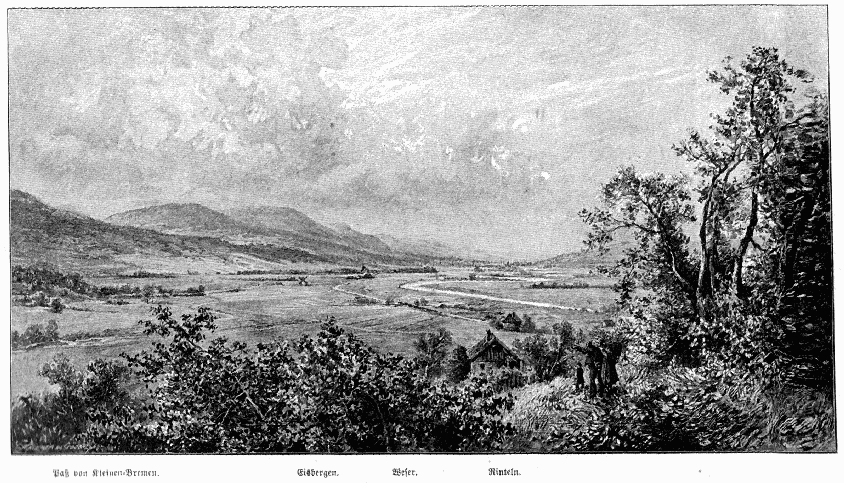
Fotografía del campo de Idistaviso por el Dr. Paul Knötel (c. 1895).

Como preparación para esta campaña, Germánico envió a Publio Vitelio y Cayo Antio a recaudar tributos en la Galia y ordenó a Silio, Anteyo y Cecina para que construyeran una flota. Un fuerte en el Lippe llamado Castra Aliso fue atacado y sitiado, pero los atacantes se dispersaron al llegar refuerzos romanos. Los germanos destruyeron el montículo y el altar dedicado a Druso, padre de Germánico, quien ordenó que fuera recostruido y celebró juegos con sus legiones en honor de su progenitor. Luego, Germánico ordenó la construcción de nuevas barreras y terraplenes para aumentar la seguridad del territorio entre el fuerte de Aliso, anteriormente atacado, y el curso del río Rin.
Germánico comandó ocho legiones con unidades auxiliares galas y germánicas por tierra a través del Rin, por los ríos Ems y Weser como parte de su última gran campaña contra Arminio en 16 d. C. Sus fuerzas se encontraron con las de este último en las llanuras de Idistaviso, junto al río Weser, cerca de la moderna Rinteln, donde libraron una batalla que, según Tácito, los romanos ganaron:

el enemigo fue masacrado desde la quinta hora del día hasta el anochecer, y durante diez millas el suelo estaba sembrado de cadáveres y armas.
 —Tácito (Wells, 2003, p. 206)

Arminio y su tío Inguiomero resultaron heridos durante la batalla, pero consiguieron escapar. Los soldados romanos que se encontraban en el frente de combate honraron a Tiberio como imperator, y levantaron un montón de armas como trofeo con los nombres de las tribus derrotadas inscritos debajo de ellas.
La vista del trofeo romano construido en el campo de batalla enfureció a los germanos, que se preparaban para retirarse más allá del Elba, y lanzaron un ataque contra las posiciones romanas en la Muralla Angrivariana, y en consecuencia, comenzaron una segunda batalla. Sin embargo, los romanos se habían anticipado al ataque y nuevamente derrotaron a los germanos. Germánico declaró que no quería prisioneros, ya que el exterminio de las tribus germanas era la única conclusión viable que vio para la guerra. Los victoriosos romanos levantaron un montículo con la inscripción: «El ejército de Tiberio César, después de derrotar totalmente las tribus entre el Rin y el Elba, ha dedicado este monumento a Marte, Júpiter y Augusto».
Germánico envió algunas tropas de regreso al Rin, y algunas de ellas tomaron la ruta terrestre, pero la mayoría tomó la ruta rápida y viajó en barco, por lo que descendieron por el curso del Ems hacia el mar del Norte, pero, al llegar al mar, se desató una tormenta, que hundió muchos de los barcos y ahogó a muchos hombres y caballos. Entonces Germánico ordenó a Cayo Silio que marchara contra los catos con una fuerza mixta de tres mil jinetes y treinta tres mil infantes y arrasara su territorio, mientras que él mismo, con un ejército más grande, invadía a los marsos por tercera vez y devastaba su tierra. Obligó a Malovendo, el líder derrotado de los marsos, a revelar la ubicación de otra de las águilas de las tres legiones perdidas en el año 9. Una vez conseguida la localización, inmediatamente envió tropas para recuperarla, quienes avanzaron a través del territorio derrotando a cualquier enemigo que se encontraban.
El éxito de Germánico en Germania lo hizo popular entre los soldados, ya que había infligido un importante conjunto de derrotas a los enemigos de Roma, sofocado un motín de las tropas romanas y devuelto dos de los estandartes legionarios perdidos al Imperio. Todo ello hizo que aumentase su fama, así como su popularidad entre el pueblo romano. Tiberio se dio cuenta e hizo llamar a Germánico a Roma, donde le informó que se le otorgaría un triunfo y que se le asignaría a un mando diferente.

#### Resultado
El esfuerzo que habría requerido conquistar Germania Magna se consideró demasiado grande en comparación con el bajo potencial de ganancias de la adquisición del nuevo territorio. Roma consideraba este territorio salvaje, lleno de bosques y pantanos, con poca riqueza en comparación con los territorios que el Imperio ya tenía. Sin embargo, la campaña curó significativamente el trauma psicológico romano producido por el desastre de Varo y recuperó en gran medida el prestigio romano. Además de recuperar dos de las tres águilas perdidas, Germánico luchó contra Arminio, el líder que destruyó las tres legiones romanas en el año 9 d. C. Al dirigir sus tropas a través del Rin sin recurrir a Tiberio, contradijo el consejo de Augusto de mantener ese río como límite del imperio, y abrió a posibles dudas de Tiberio sobre sus motivos para emprender una acción tan independiente. Este error de juicio político le dio a este último motivos para destituir polémicamente a su sobrino. Tácito atribuyó el retiro a los celos de Tiberio por la gloria que había adquirido Germánico y, con cierta amargura, afirma que este último podría haber completado la conquista de Germania si se le hubiera otorgado plena independencia operativa.

### Retorno a Roma

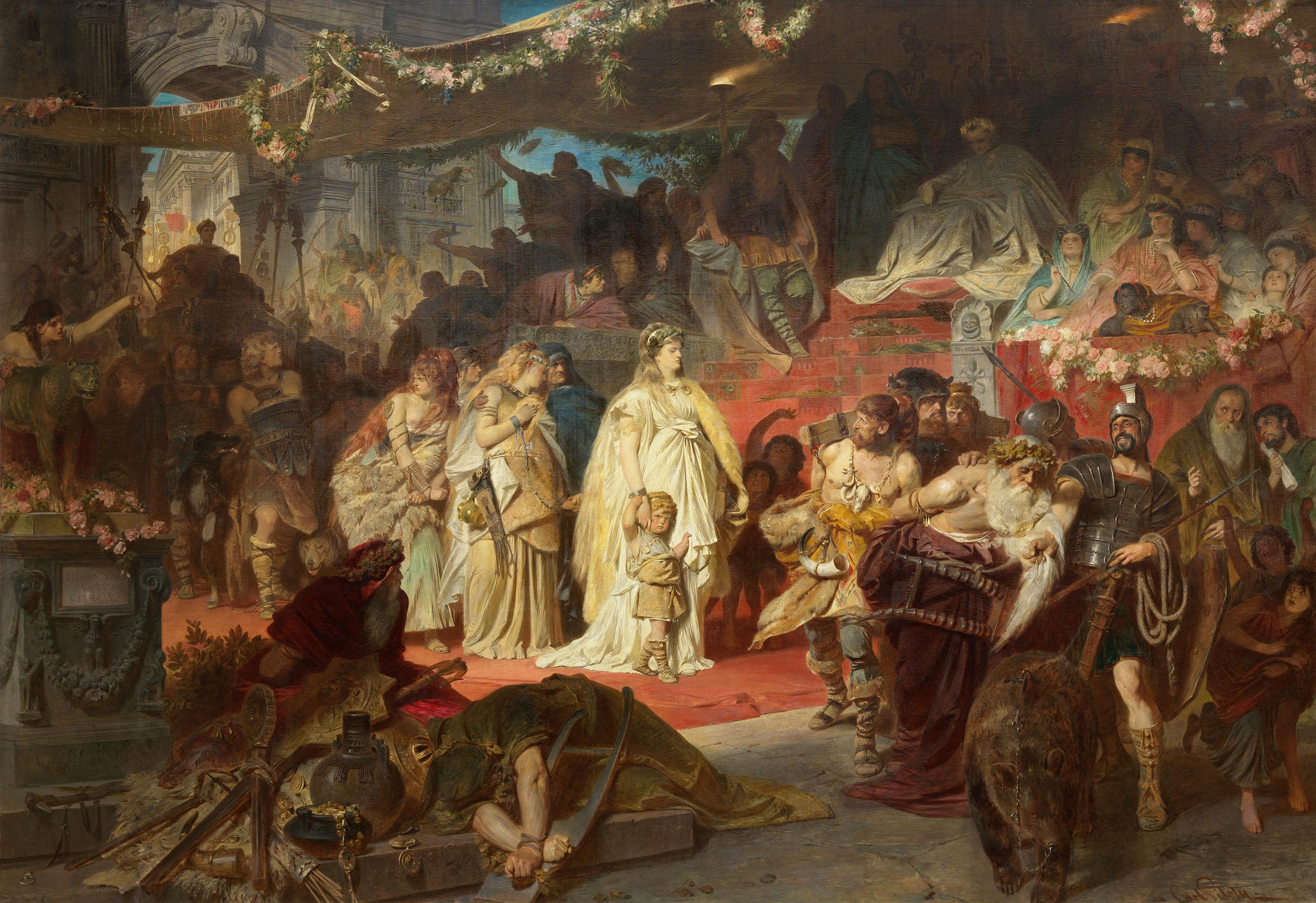
Thusnelda y el triunfo de Germánico, por Karl von Piloty, 1873.

A principios del año 17, Germánico volvió a la capital y celebró su triunfo el 26 de mayo. Había capturado algunos prisioneros importantes, pero Arminio seguía prófugo; sin embargo, Estrabón, quien pudo haber estado en Roma en ese momento, al mencionar el nombre de la esposa embarazada capturada de Arminio, Thusnelda, llama la atención sobre el hecho de que su esposo, el vencedor en el bosque de Teutoburgo, no había sido capturado y la guerra, en sí, no se había ganado. No obstante, esto no quitó el espectáculo de su triunfo; un calendario casi contemporáneo marca el 26 de mayo como el día en «el que Germánico César fue llevado a la ciudad en triunfo», mientras que las monedas emitidas bajo su hijo Cayo (Calígula) lo representaban en un carro triunfal, con la inscripciones inversas «Estandartes recuperados. Germanos derrotados».
Su triunfo incluyó una larga procesión de cautivos que incluía a la esposa de Arminio, Thusnelda, y su hijo de tres años, entre otros germanos pertenecientes a las tribus derrotadas, y también se mostraron réplicas de montañas, ríos y batallas, y la guerra se consideró acabada.
Tiberio entregó dinero al pueblo de Roma en nombre de Germánico, y estaba previsto que este último ocupara el consulado el siguiente año con el emperador. Como resultado, en 18 d. C., a Germánico se le concedió la parte oriental del imperio, tal como lo habían recibido antes Agripa y Tiberio, cuando eran sucesores de Augusto.

### Mando en Asia

Mapa de Armenia y los estados clientes romanos en el este de Asia Menor.

Tras celebrar su triunfo, Germánico fue enviado a Asia para reorganizar las provincias y reinos clientes de la zona, que se encontraban en tal grado de desorden que Tiberio consideró necesaria la atención de un miembro de la domus Augusta para arreglar las cosas. Germánico recibió un mando extraordinario con el imperium maius sobre los gobernadores provinciales y comandantes militares del área sobre la que iba a operar; sin embargo, Tiberio había reemplazado al gobernador de Siria por Cneo Calpurnio Pisón, quien estaba destinado a ser su ayudante (adiutor), pero resultó ser hostil. Según Tácito, era un intento de separar a Germánico de sus tropas familiares y debilitar su influencia, pero el historiador Richard Alston dice que Tiberio tenía pocas razones para socavar a su heredero.
El año 17 resultó ser un año ajetreado para Germánico, ya que restauró el templo de Spes, y presuntamente ganó una carrera de carros en nombre de Tiberio en los Juegos Olímpicos de ese año. Sin embargo, Eusebio, la principal referencia para este año, no nombra a Germánico, y Tácito tampoco hace referencia a esta ocasión, que habría requerido que Germánico hiciera dos viajes a Grecia en un año. Además, sin esperar a asumir su consulado en Roma, partió después de su triunfo antes de finales de 17 y navegó por la costa iliria en el mar Adriático hasta Grecia, donde llegó a Nicópolis, cerca del lugar de la batalla de Accio, y allí asumió su segundo consulado el 18 de enero de 18. Asimismo, visitó los sitios asociados con su abuelo adoptivo Augusto y su abuelo natural Marco Antonio, antes de cruzar el mar hacia Lesbos y luego hacia Asia Menor, donde visitó el sitio de Troya y el oráculo de Apolo Claros cerca de Colofón. Pisón se fue al mismo tiempo que él, pero viajó directamente a Atenas y luego a Rodas, donde él y Germánico se conocieron por primera vez. Desde allí, Pisón partió hacia Siria, donde inmediatamente comenzó a reemplazar a los oficiales con hombres leales a él en un intento por ganarse la fidelidad de sus soldados.
A continuación, Germánico viajó a través de Siria hasta Armenia, donde instaló al rey Artaxias como sustituto de Vonones, a quien Augusto había depuesto y puesto bajo arresto domiciliario a petición del rey de Partia, Artabano. El rey del Capadocia también murió, por lo que Germánico envió a Quinto Veranio a organizar este reino como provincia, una tarea rentable, ya que Tiberio pudo reducir el impuesto sobre las ventas del 1 % al 0.5 %. Los ingresos de la nueva provincia fueron suficientes para compensar la pérdida ocasionada por la reducción del impuesto sobre las ventas. El reino de Comagene estaba dividido sobre si seguir siendo libre o convertirse en una provincia con ambas partes enviando diputaciones, por lo que Germánico envió a Quinto Serveo para organizar la provincia.
Una vez resueltos estos asuntos, viajó a Cirro, una ciudad de Siria entre Antioquía y el Éufrates, donde pasó el resto del año 18 en los cuarteles de invierno de la Legión X Fretensis. Evidentemente, aquí Pisón asistió a Germánico, y se peleó porque no envió tropas a Armenia cuando se le ordenó. Artabano envió un enviado a Germánico solicitando que Vonones fuera trasladado más lejos de Armenia para no incitar problemas allí, y en consecuencia, este accedió y lo trasladaron a Cilicia, tanto para complacer al primero como para insultar a Pisón, con quien Vonones tenía amistad.

#### Egipto

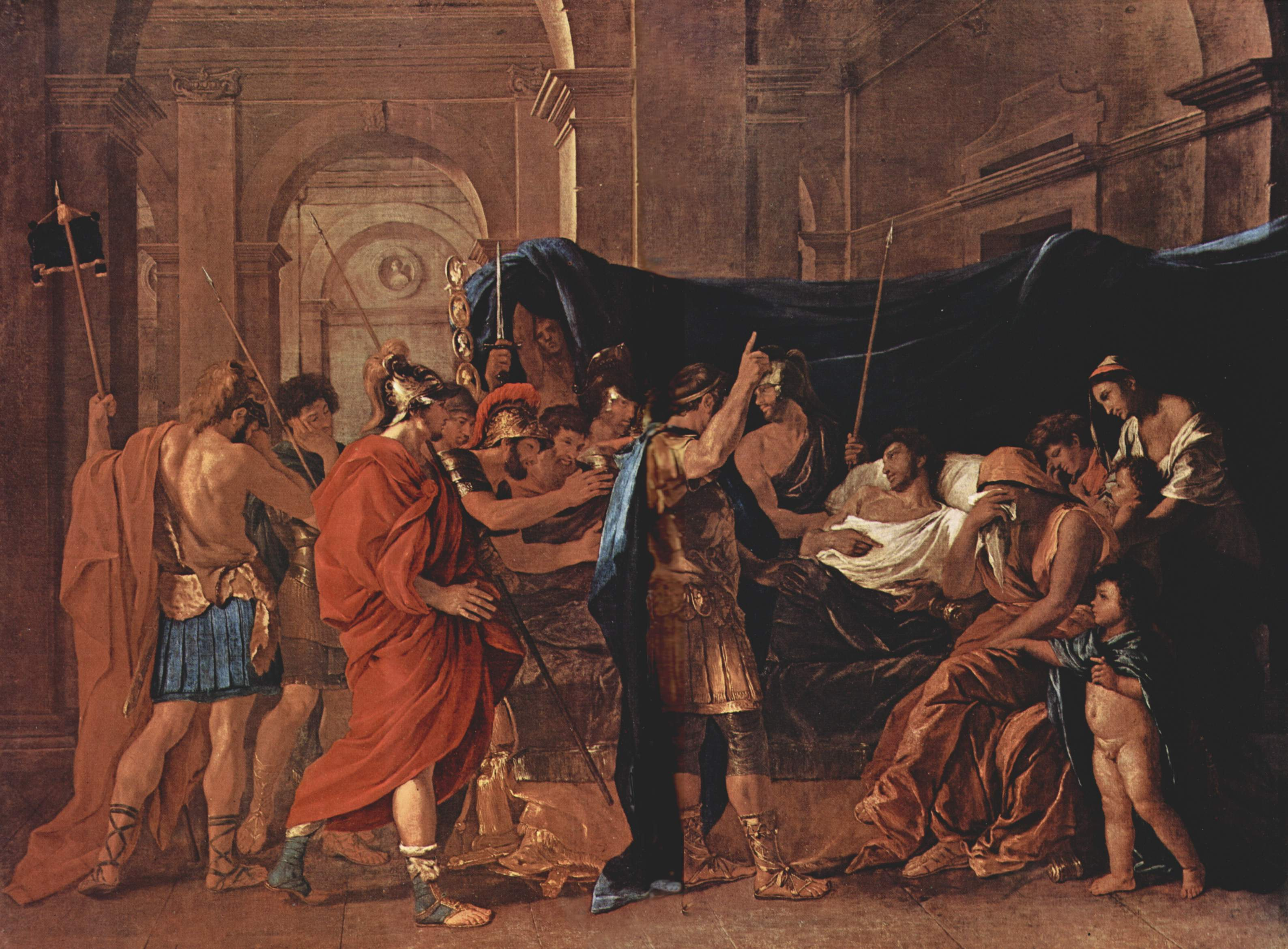
Oléo de Nicolas Poussin, La muerte de Germánico (1628). Colección Instituto de Artes de Minneapolis.

A continuación, en enero de 19, se dirigió a Egipto, donde le recibió una tumultuosa recepción, con el objetivo de aliviar una hambruna en la región, vital para el suministro de alimentos de Roma. El movimiento molestó a Tiberio, porque había violado la orden de Augusto que prohibía a los senadores entrar en esta provincia sin consultar al emperador y al Senado, debido a que Egipto era una provincia imperial, y pertenecía al emperador. Germánico entró en la provincia en su calidad de procónsul sin pedir primero permiso para hacerlo. Regresó a Siria en verano, donde encontró que Pisón había ignorado o revocado sus órdenes a las ciudades y legiones, y en consecuencia, Germánico ordenó la vuelta de este a Roma, aunque esta acción probablemente estaba fuera de su autoridad.
En medio de esta disputa, Germánico enfermó y a pesar de que Pisón se había retirado al puerto de Seleucia, estaba convencido de que este lo estaba envenenando de alguna manera. Tácito informa que había signos de magia negra en la casa de Pisón con partes del cuerpo escondidas y el nombre de Germánico inscrito en tablas de plomo. Este último envió a Pisón una carta renunciando formalmente a su amistad (amicitia) y terminó muriendo poco después, el 10 de octubre de ese año. Su fallecimiento suscitó muchas especulaciones, y varias fuentes culparon a Pisón, quien actuaba bajo las órdenes del emperador Tiberio, sin embargo, esto nunca se probó, y este murió más tarde mientras se enfrentaba a un juicio, proceso recogido en el senadoconsulto sobre Cneo Calpurnio Pisón padre. Tácito dice que Tiberio estaba involucrado en una conspiración contra Germánico, y que los celos y el miedo del emperador a la popularidad y al creciente poder de su sobrino fueron el verdadero motivo.
La muerte de Germánico en dudosas circunstancias afectó enormemente a la popularidad de Tiberio en Roma, lo que llevó a la creación de un clima de miedo en la propia capital. También se sospecha de la connivencia en su muerte del principal asesor del emperador, Sejano, quien en los años 20 crearía un ambiente de miedo en los círculos nobiliarios y administrativos romanos mediante el uso de juicios por traición y el papel de los delatores, o informadores.

## Post mortem

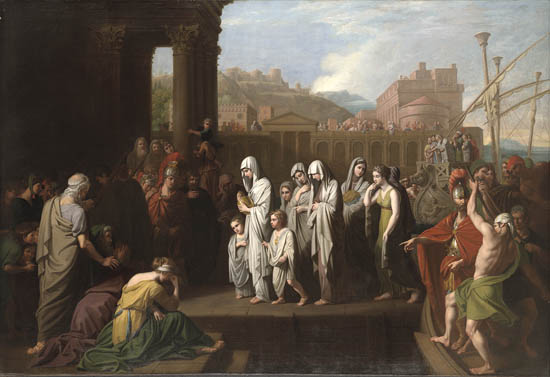
Benjamin West, Agripina desembarcando en Brundisium con las cenizas de Germánico (1768), óleo sobre lienzo.
Galería de arte de la Universidad de Yale, New Haven.

Cuando Roma recibió la noticia de la muerte de Germánico, el pueblo comenzó a celebrar un iustitium antes de que el Senado lo hubiera declarado oficialmente. Tácito dice que esto demuestra el verdadero dolor que sentía el pueblo de Roma, y esto también demuestra que en ese momento la plebe ya conocía la forma adecuada de conmemorar a los príncipes muertos sin un edicto de un magistrado. En sus funerales, no hubo estatuas de procesión de Germánico, pero sí abundantes elogios y recordatorios de su buen carácter. Además, el propio Tiberio realizó un elogio particular en el Senado.
Los historiadores Tácito y Suetonio recogen los honores fúnebres y póstumos de Germánico. Su nombre fue colocado en el Carmen Saliare, y en las sillas curules que se colocaban con guirnaldas de roble sobre ellas como asientos honoríficos para el sacerdocio de Augusto. Su estatua de marfil encabezaba la procesión durante los Juegos del Circo; sus puestos como sacerdote de Augusto y augur serían ocupados por miembros de la familia imperial; los caballeros de Roma dieron su nombre a un bloque de asientos en un teatro de Roma, y cabalgaron detrás de su efigie el 15 de julio del año 20.
Tras consultar con su familia, Tiberio dio a conocer sus deseos, tras lo cual el Senado recogió los honores en un decreto conmemorativo, el Senatus Consultum de memoria honoranda Germanini Caesaris, y ordenó a los cónsules del año 20 que emitieran una ley pública en honor a la muerte de Germánico, la Lex Valeria Aurelia. Aunque Tácito subrayó los honores que se le tributaron, el funeral y las procesiones fueron cuidadosamente modelados según los de Gayo y Lucio, hijos de Agripa, lo que sirvió para enfatizar la continuación de la domus Augusta a través de la transición de Augusto a Tiberio. Se construyeron arcos conmemorativos en su honor y no sólo en Roma, sino en la frontera del Rin y en Asia, donde había gobernado en vida. El arco del Rin se colocó junto al de su padre, donde los soldados habían construido un monumento funerario en su honor. Los retratos de él y de su padre natural se colocaron en el templo de Apolo, en el Palatino de Roma.
El día de la muerte de Germánico, su hermana Livila dio a luz a gemelos de Druso, y en honor a su hermano, nombró al mayor como él; sin embargo, murió joven. En el año 37, el único hijo que le quedaba a Germánico, Calígula, se convirtió en emperador y rebautizó el mes de septiembre con el nombre de Germánicus en honor a su padre. Muchos romanos, en el relato de Tácito, consideraban a Germánico como su equivalente a Alejandro Magno, y creían que habría superado fácilmente los logros de este de haberse convertido en emperador. En el libro octavo de su Historia Natural, Plinio relaciona a Germánico, Augusto y Alejandro como compañeros de equitación: cuando el caballo de Alejandro Bucéfalo murió, nombró una ciudad, Bucefalia, en su honor. Menos monumental, el caballo de Augusto recibió un túmulo funerario, sobre el que Germánico escribió un poema.

### Juicio de Pisón
En Roma, se rumoreaba que Pisón era el responsable de su muerte. Al acumularse las acusaciones, no pasó mucho tiempo antes de que el conocido acusador, Lucio Fulcinio Trión, presentara cargos contra él. Los Pisones fueron durante mucho tiempo partidarios de los Claudios, y se habían aliado con Octavio desde el principio. El continuo apoyo de los Pisones y su propia amistad con Pisón hicieron que Tiberio dudara en escuchar el caso por sí mismo. Después de escuchar brevemente a ambas partes, Tiberio remitió el caso al Senado, sin hacer ningún esfuerzo por ocultar su profunda ira hacia Pisón. Tiberio hizo concesiones para que este último pudiera citar a testigos de todos los órdenes sociales, incluidos los esclavos, y se le concedió más tiempo para alegar que a los fiscales, pero no sirvió de nada: antes de que terminara el juicio Pisón murió, aparentemente por suicidio, pero Tácito supone que Tiberio pudo haberlo hecho asesinar antes de que pudiera implicar al emperador en la muerte de Germánico.
Las acusaciones presentadas contra Pisón son numerosas, incluyendo:
- Insubordinación
- Corrupción
- Abandono y reingreso en una provincia
- Justicia sumaria
- Destrucción de la disciplina militar
- Mal uso del fiscus principis (dinero del emperador)
- Fomento de la guerra civil
- Violación de la divinidad del Divus Augustus (sacrilegio).

Fue declarado culpable y castigado póstumamente por el delito de traición. El Senado proscribió sus bienes, prohibió el luto por él, retiró sus imágenes en estatuas y retratos, y su nombre fue borrado de la base de una estatua en particular como parte de su damnatio memoriae. Sin embargo, en una muestra de clemencia no muy diferente a la del emperador, el Senado hizo que se devolvieran los bienes de Pisón y se dividieran a partes iguales entre sus dos hijos, con la condición de que su hija Calpurnia recibiera un millón sestercios como dote y otros cuatro millones como bienes personales. Su esposa Placina fue absuelta.

## Actividades literarias

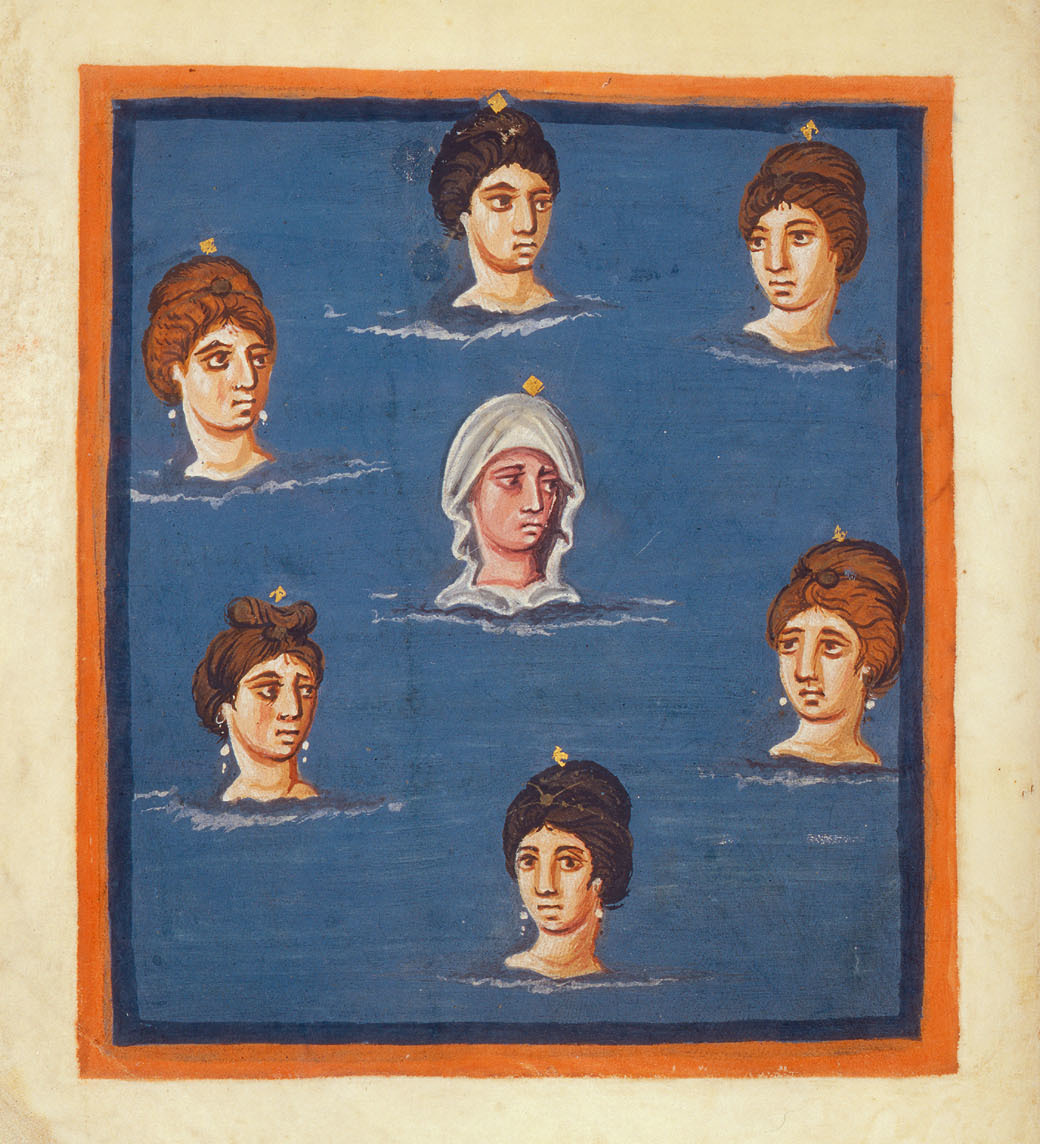
Pléyades de la Aratea de Leiden, un manuscrito ilustrado de los Fenómenos de Germánico que data del siglo.

En el año 4, Germánico escribió una versión latina de los Fenómenos de Arato, que ha sobrevivido, en la que reescribe el contenido del original. Por ejemplo, sustituye el himno inicial a Zeus por un pasaje en honor al emperador romano. Evitó escribir en el estilo poético de Cicerón, quien había traducido su propia versión de Phaenomena, y escribió en un nuevo estilo para satisfacer las expectativas de un público romano cuyos gustos estaban formados por autores «modernos» como Ovidio y Virgilio. Por su trabajo, Germánico se encuentra entre los escritores romanos sobre astronomía, y su obra fue lo suficientemente popular como para que se escribieran escolios sobre ella hasta bien entrada la época medieval.

## Historiografía
Germánico y Tiberio son a menudo contrastados por los historiadores y poetas antiguos que escribieron utilizando temas encontrados en el drama, con Germánico haciendo de héroe trágico y Tiberio de tirano. La resistencia del Principado se ve desafiada en estas narraciones, por la celosa trepidación del emperador hacia comandantes competentes como Germánico. Se presta especial atención a sus estilos de liderazgo, es decir, a su relación con las masas. Germánico es pintado como un líder competente capaz de manejar a las masas mientras que Tiberio es indeciso y envidioso.
A pesar de la poética atribuida a Germánico por los autores antiguos, historiadores como Anthony Barrett aceptan que Germánico fue un general capaz, quien luchó contra los panonios bajo el mando de Tiberio, sofocó el motín del Rin y dirigió tres exitosas campañas en Germania. En cuanto a su popularidad, era lo suficientemente popular como para que las legiones amotinadas del Rin intentaran proclamarlo emperador en el año 14; sin embargo, permaneció leal y los dirigió contra las tribus germanas. Tácito y Suetonio afirman que Tiberio estaba celoso de la popularidad de Germánico, pero Barrett sugiere que su afirmación podría verse contradicha por el hecho de que, tras sus campañas en Alemania, a Germánico se le dio el mando de las provincias orientales, una señal segura de que estaba destinado a gobernar. De acuerdo con el precedente establecido por Augusto, a Agripa se le había dado el mando de esas mismas provincias del este cuando este era el pretendido sucesor del imperio.

### Publio Cornelio Tácito

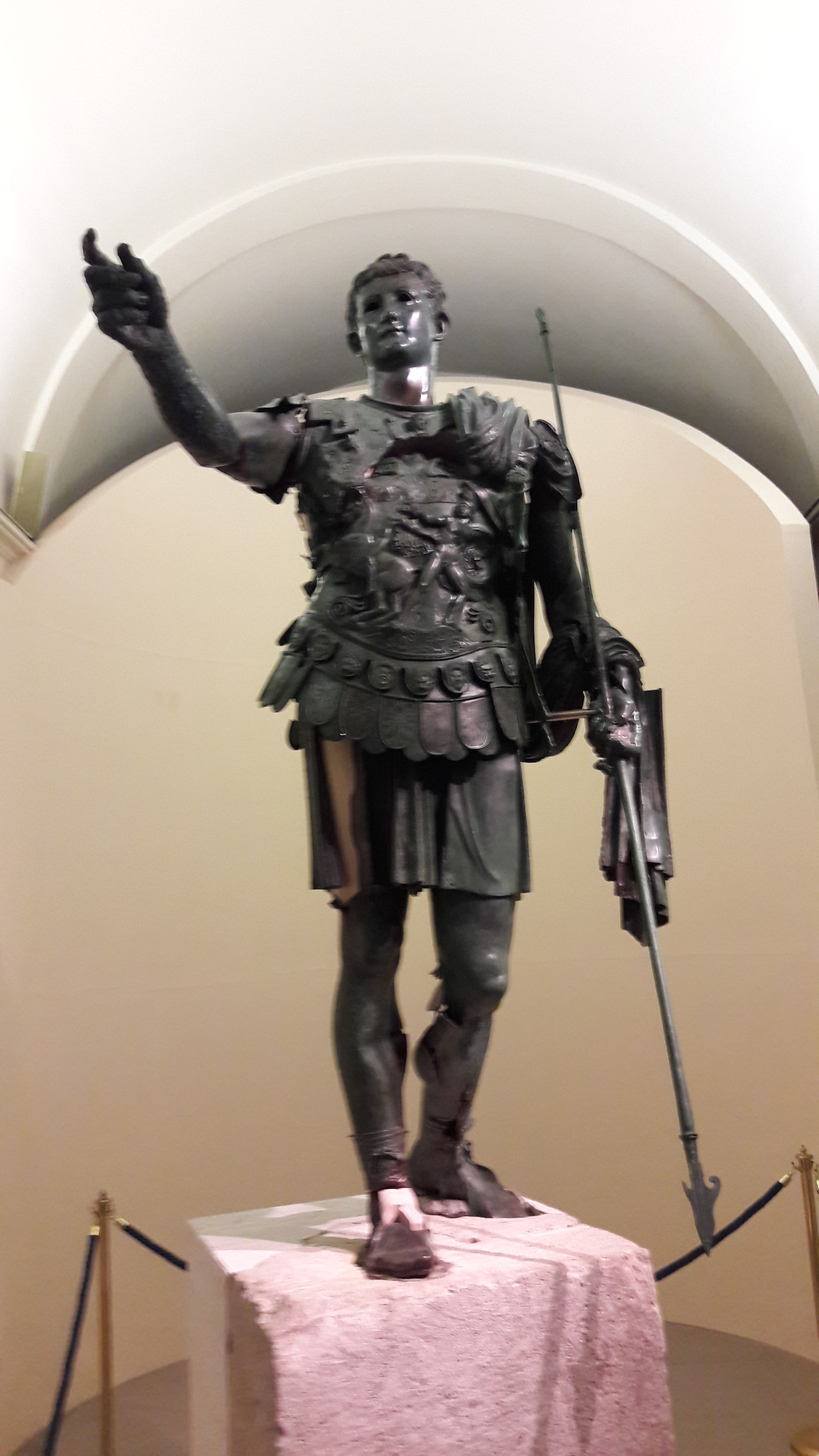
Estatua de bronce de Germánico expuesta en Museo civico de Amelia, Amelia, Umbría, Italia.

Los Anales de Tácito, escrito en los primeros años del siglo II, son uno de los relatos más detallados de las campañas de Germánico contra los germanos. El historiador describe a este úlitimo como un buen general, amable y templado, y dice que su temprana muerte había arrebatado a Roma un gran gobernante.
El libro 1 de los Anales se centra ampliamente en los motines de las legiones en Panonia y Alemania del año 14. El ejército amotinado figura en la imprevisible ira del pueblo romano dando a Tiberio la oportunidad de reflexionar sobre lo que significa dirigir. Sirve para contrastar los valores «anticuados» de la República asignados a Germánico, y los valores imperiales que posee Tiberio. El estado de ánimo de las masas es un tema recurrente, ya que sus reacciones ante la suerte de Germánico son un rasgo destacado de la relación entre este y Tiberio hasta bien entrados los Anales (hasta Anales 3.19).

### Suetonio Tranquilo
Suetonio fue un ecuestre que ocupó cargos administrativos durante los reinados de Trajano y Adriano. Vidas de los doce césares detalla una historia biográfica del principado desde el nacimiento de Julio César hasta la muerte de Domiciano en el año 96. Al igual que Tácito, se basó en los archivos imperiales, así como en las historias de Aufidio Baso, Cluvio Rufo, Fabio Rústico y las propias cartas de Augusto.
La actitud de Suetonio hacia la personalidad y el temperamento moral de Germánico es de adoración. Dedica una buena parte de su Vida de Calígula a Germánico, afirmando que la excelencia física y moral de Germánico superaba la de sus contemporáneos. Suetonio también dice que este último era un escritor dotado, y que a pesar de todos estos talentos, seguía siendo humilde y amable.

## Legado
Debido a su prominencia como heredero de la sucesión imperial, es representado en muchas obras de arte. Como general famoso, fue muy popular y, a menudo, aparece en la literatura como el arquetipo de romano ideal. Su vida y su carácter han sido retratados en muchas obras de arte, entre las que destacan:
- Germánico en Germania (1732), una ópera italiana de Nicola Porpora. Fue interpretado por Domenico Annibali.[93]
- La muerte de Germánico (1773-1774), una escultura de mármol del escultor británico Thomas Banks.[94]
- Thusnelda im Triumphzug des Germanicus (1873), un cuadro del pintor alemán Carl Theodor von Piloty.[53]
- Yo, Claudio (1934), una novela de ficción histórica del clasicista Robert Graves.[95]
- Los Césares (1968), una serie de televisión de Philip Mackie. Fue interpretado por Eric Flynn.[96]
- Yo, Claudio (1976), una serie de televisión de Jack Pulman. Fue interpretado por David Robb.[97]